# 칼륨-아르곤 연대 측정
칼륨-아르곤 연대 측정(Potassium-Argon dating, K-Ar dating)은 칼륨-40이 아르곤-40으로 붕괴하는 것을 이용한 방사능 연대 측정이다. 이 방법은 1950년대 개발된 가장 오래된 지질학적 연대 측정 방법 중 하나로 몇 가지 단점에도 불구하고 분석 기술의 발달로 현재도 암석의 연대 측정에 이용되고 있다. 연대가 젊은 화산암이나 단층점토의 경우 칼륨-아르곤 연대 측정은 가장 쉬운 연대 측정법으로 알려져 있다.

## 개요
칼륨-40이 아르곤-40으로 붕괴하는 것은 늘 일어나는 현상이지만, 암석이 용융되면 기체인 아르곤-40은 마그마를 벗어나게 된다. 그러다 암석이나 광물이 식어 고체가 되면 아르곤은 더 이상 방출되지 않고 광물의 결정격자 속에 갇히게 된다. 화산의 분화 등으로 인해 지표면에서 마그마가 식어 고체가 된 때부터 아르곤-40이 다시 누적되는데, 이 양을 칼륨-40의 양과 비교함으로써 마그마가 응고된 때로부터 현재까지 경과된 시간을 추정할 수 있다.
40K (반감기 12억년) → 40Ar (안정)

## 원리
칼륨의 방사선 동위원소 칼륨-40은 전체 칼륨의 양 중 약 0.012%를 차지한다. 칼륨-40의 89.52%는 베타 붕괴를 통해 칼슘-40이 되고 나머지 10.48%만이 전자 포획과 양전자 방출(β+ 또는 양의 베타 붕괴)을 통해 아르곤-40이 된다. 양전자 방출에 의한 양의 베타 붕괴는 전체 방사선 붕괴의 0.001% 미만이므로 이를 무시하고 전자 포획에 의한 붕괴 상수를 칼륨-40이 칼슘-40으로 붕괴될 때의 붕괴 상수({\displaystyle {\lambda }_{ec}})로 간주할 수 있고 그 값은 0.581×10-10 yr-1이며 반감기는 약 11억 년이다.
칼륨-40 중에서 아르곤-40으로 붕괴되는 양은 [{\displaystyle {\lambda }_{ec}/{\lambda }_{total}({\lambda }_{total}={\lambda }_{ec}+{\lambda }_{\beta })}, 전체(베타 붕괴+전자 포획)에 대한 전자 포획에 의한 붕괴 상수의 비율] 로 나타낼 수 있으며 이를 방사선 붕괴의 일반 식에 대입하면 다음과 같다.
{\displaystyle 40Ar_{total}=40Ar_{i}+({\lambda }_{ec}/{\lambda }_{total}40K\cdot (e^{{\lambda }totalT})-1)}
암석의 생성 시에 아르곤이 완전히 빠져나갔다면(Outgasing), 위 식에서 아르곤의 초기값은 없어지고({\displaystyle 40Ar_{i}=0}) 식은 아래와 같이 간단해진다.
{\displaystyle 40Ar_{total}=({\lambda }_{ec}/{\lambda }_{total})40K\cdot (e^{{\lambda }totalT}-1)}
이 식을 연대 T에 대해 정리하면 K-Ar 연대 측정식이 만들어진다.
{\displaystyle T={\frac {1}{{\lambda }_{total}}}\cdot \ln({\frac {40Ar^{*}}{40K}}\cdot {\frac {{\lambda }_{total}}{{\lambda }_{ec}}}+1)}
{\displaystyle 40Ar^{*}}는 칼륨-40의 방사선 붕괴에 의해 만들어지는 아르곤을 의미한다. 이 식을 적용해 암석이나 광물의 K-Ar 연대를 계산할 때 시료가 아르곤과 칼륨에 대해 폐쇄계를 이루어야 하며 폐쇄온도 이하의 온도에서 동위원소의 조성이 일정하다는 가정을 전제로 한다. 또한 대기 기원의 아르곤-40에 대한 적절한 보정이 필요하고 아르곤-40과 칼륨에 대한 정확한 농도를 측정하여야 한다.

## 단점
칼륨-아르곤 연대 측정의 단점으로는 2가지가 있다. 첫째로, 손실 및 과잉 아르곤(excess argon)에 대한 정보를 얻을 수 없다. 광물 시료가 풍화되었거나 재가열될 경우 아르곤의 손실이 발생할 수 있다. 또한 외부의 결정들이 혼입되는 재결정이 발생할 수도 있다. 특히 아르곤을 과잉 함유하여 원래의 연령보다 더 오래된 연령이 산출될 가능성이 존재한다. 둘째, 칼륨 및 아르곤의 분리 측정에 따른 시료의 불균질성 문제가 있다. 이 가운데 첫번째 아르곤의 과잉 문제는 국내에서 옥동 단층에 의해 잘린 장산 규암층의 K-Ar 연대를 측정할 때 발생한 적 있다.
Argon contained in such inclusions may be considered a possible source of error in dating very young or low potassium minerals by the K-Ar method— Excess Radiogenic Argon in Fluid Inclusions (1965)

### 옥동 단층과장산층의 K-Ar 연령 관련 문제
조선 누층군 장산 규암층 또는 장산층은 그 지질시대에 논란이 있는 지층이다. 장산층은 일반적으로 캄브리아기로 인정되고 있으나 윤현수(1983)는 영월군 옥동 지역에서 옥동 단층에 발달한 견운모 석영편암 시료로부터 235±5 Ma, 266±5 Ma, 그리고 562±5 Ma의 3개 K-Ar 연령을 보고하였으며 이에 근거하여 이용일 외(2016)는 장산 규암층이 선캄브리아기의 지층이라고 주장하였다.
김명정과 박계헌(2018)은 이용일 외(2016)의 "태백산분지에 분포하는 장산층의 퇴적시기 및 암석 특성 재고찰" 논문에서 인용된, 옥동 단층대를 따라 발달한 하부 장산 규암층 내 견운모 석영 편암의 K-Ar 연령이 옥동 단층의 활동 시기와 옥동 단층이 절단하는 장산층의 퇴적시기를 한정하는데 활용할 수 있다는 점에 주목하고, 보고된 연령 분석자료의 신뢰도와 지질학적 의미에 대하여 다음과 같이 설명하였다.
견운모는 최후의 단층 활동 시기에 생성되었다고 하더라도 분석된 연령값은 단층 운동의 시기를 나타내는 것으로 보기 어렵다. '견운모 농집부분'으로 기술된 표품의 경우 칼륨 함량이 1.44%으로 매우 낮으며 이는 다른 광물에 비해 매우 낮은 값인데 암석 자체가 견운모 석영편암이기 때문에 견운모가 아닌 석영이 상당량 포함되어 있다. 석영이 문제가 되는 이유는 석영이 원래 칼륨을 높은 농도로 갖는 광물이 아니기 때문에 비교적 적은 양의 과잉 아르곤의 존재도 칼륨-아르곤 연대 측정에 심각한 영향을 줄 수 있다. 상대적으로 오래된 연령을 나타내는 석영이 포함되어 있기 때문에 실제의 단층 활동 시기는 이보다 매우 젊은 시기일 것으로 추정된다. 정확한 단층 활동 시기를 구하기 위해서는 석영의 함량도 계산하여야 한다.
따라서, 분석된 암석 표품에 함유된 석영은 상당량의 과잉 아르곤을 포함하는 것으로 추정되기 때문에 장산층의 연령을 한정하는 근거로 활용하는 것은 부적절하며, 윤현수(1983)가 제시한 K-Ar 연령을 옥동 단층의 활동 시기로 해석하거나 이에 근거하여 옥동 단층이 절단하는 장산층의 연령을 선캄브리아기로 해석하는 것은 적절하지 않다.

## 한국
한국기초과학지원연구원에서는 1997년 새로운 칼륨-아르곤 연대 측정 장비를 도입하여 대한민국에서 유일하게 광물과 암석의 칼륨-아르곤 연대 측정을 수행하고 있다. 한국기초과학지원연구원에 설치된 K-Ar 연대측정시스템은 흑연전기로, 가스 정제 장치, 불활성 기체 질량분석기, 자료 수집장치로 구성된다. 전기로(爐)는 흑연 발열체와 탄탈럼 튜브로 구성되며 시료는 1450°C의 온도에서 10분간 가열된다.

## 같이 보기
- 아르곤-아르곤 연대 측정
- 방사성 탄소 연대 측정
- ESR 연대측정법
- 칼륨 동위 원소